# Альварес, Мариасела
Мариасела Альварес Леброн (исп. Mariasela Álvarez; род. 31 января 1960, Санто-Доминго) — доминиканский архитектор, фотомодель, телеведущая, телепродюсер, королева красоты; победительница конкурса «Мисс мира 1982 года» и благотворительница.

## Биография
Мариасела Альварес Леброн родилась 31 января 1960 года в столице Доминиканской Республики городе Сьюдад-Трухильо (ныне Санто-Доминго) в юго-восточной части острова Гаити на побережье Карибского моря.
После конкурса «Мисс Доминиканская Республика 1982», давшем девушке билет в большой мир, Альварес стала первой доминиканкой, завоевавшей международный титул красоты и 18 ноября 1982 года была коронована как 32-я «Мисс Мира» в Королевском Альберт-Холле в городе Лондоне.
По истечении срока полномочий в качестве «Мисс Мира» Мариасела Альварес вернулась в свою страну и успешно окончила изучение архитектуры в Автономном университете Санто-Доминго (UASD). Она спроектировала множество зданий в своей родной стране, в том числе одну из достопримечательностей Санто-Доминго, «Торре-Кристал», где телефонная компания «Codetel» имеет один из своих коммерческих филиалов.
В 1991 году она занялась телевизионным бизнесом и вела собственное еженедельное ток-шоу «Con los Ojos Abiertos» (букв. «С открытыми глазами»), которое вначале в дуэте с Милагрос Херман Олалла,  «Мисс Доминиканская Республика 1980».
В 1996 году Мариасела Альварес открыла собственную телевизионную продюсерскую компанию Maralva, SA, которая за восемь лет выпустила четыре мини-сериала в «Esta Noche Mariasela» («Сегодня вечером с Мариаселой»), еженедельном развлекательном двухчасовом шоу, четырехкратном обладателе премии «Soberano Awards», как лучшего специального телевизионного шоу.
В 2004 году М. Альварес переехала в Мадрид со своим мужем-испанцем, известным отельером Альберто дель Пино (у которого четверо детей от предыдущего брака), а с 2005 года она продюсирует шоу «Tonight Mariasela» (букв. «Мариасела вечером») и «This Afternoon Mariasela» (букв. «Полдень с Мариаселой») для «Popular TV», ДМВ-канала, принадлежащего COPE, второй по величине радиостанции в Испании.
Альварес активно занимается благотворительностью – она руководит созданным ей фондом «Eva Lebrón de Álvarez Foundation». Она также основала «Casa Rosada» в Санто-Доминго — дом, которым управляет «Congregation of Las Hijas de la Caridad», — для сирот и детей, живущих с ВИЧ.